# Gazu Hyakki Yakō
Gazu Hyakki Yakō (画図百鬼夜行?   "El desfile nocturno ilustrado de los cien demonios" o "El desfile nocturno ilustrado de la Horda de Demonios"). Es el primer libro del famoso artista japonés Toriyama Sekien publicado en 1781. 
Estos libros son los bestiarios supernaturales, las colecciones de fantasmas, espíritus, espectros y monstruos, muchos de los cuales Toriyama basó en la literatura, folklore, y otras ilustraciones. Estos trabajos han tenido una influencia profunda en imágenes subsecuentes del yōkai en Japón.

## Primer Volumen

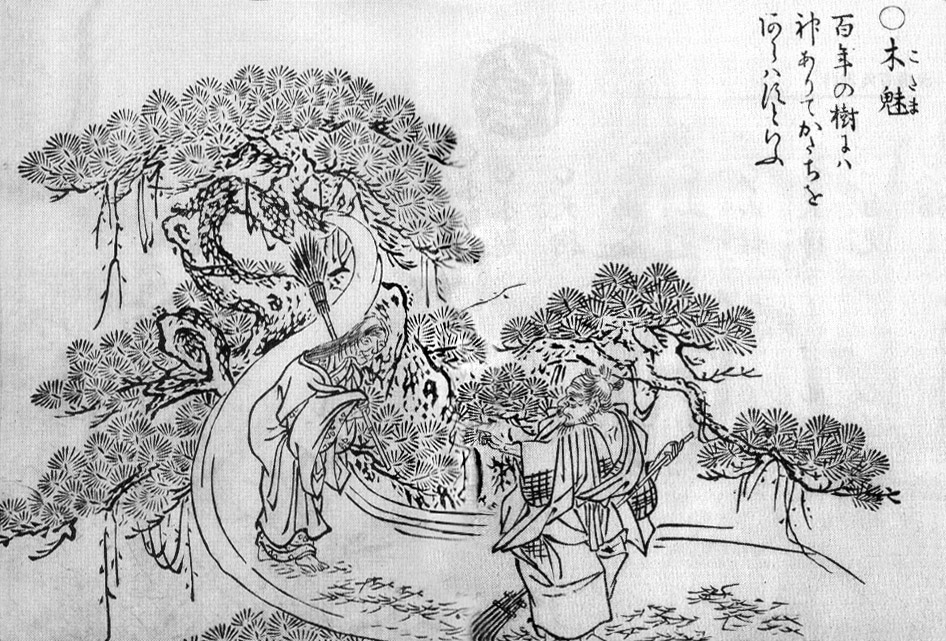
Kodama: Comentarios de Sekien:Un espíritu(kami) que suele aparecer en los árboles de cientos de años.
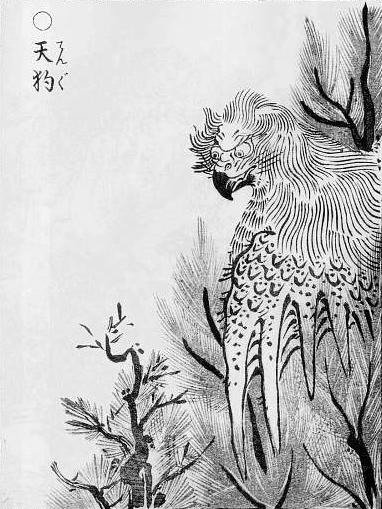
Tengu es un demonio popular en forma de pájaro del folclore japonés.
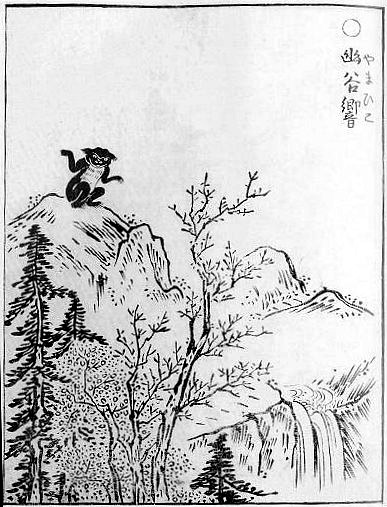
Yamabiko dice que esta criatura mimetiza el sonido en los bosques.
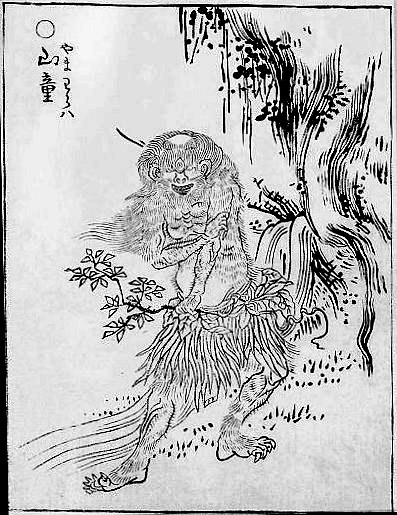
Yamawarawa, usualmente llamada yamawaro,es una criatura de las montañas deKyūshū, que a veces toma la forma que toma kappa en invierno.
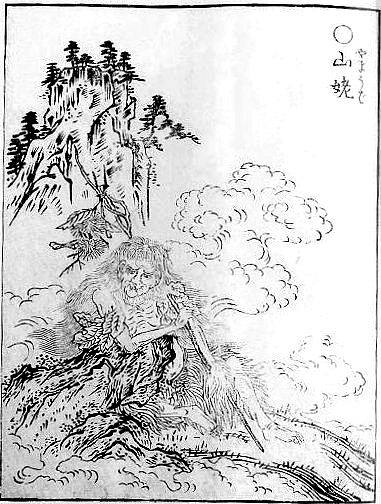
Yamauba la montaña tiene cantidad de cuentos folklóricos.
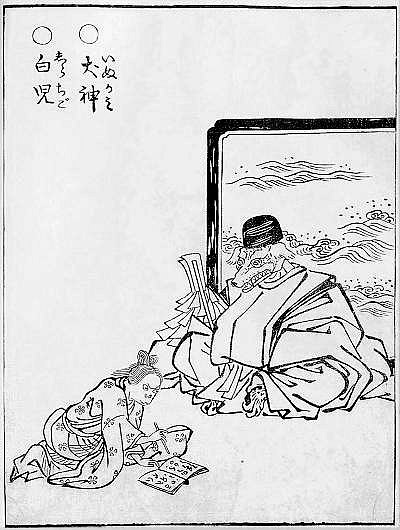
Inugami es el espíritu de un perro de la familia de los Shikoku.Sekien lo describe como una forma antropomórfica que usa un sombrero eboshi.Es acompañado por una pequeña criatura llamada Shirachigo lo cual quizás sea una invención de Sekien.
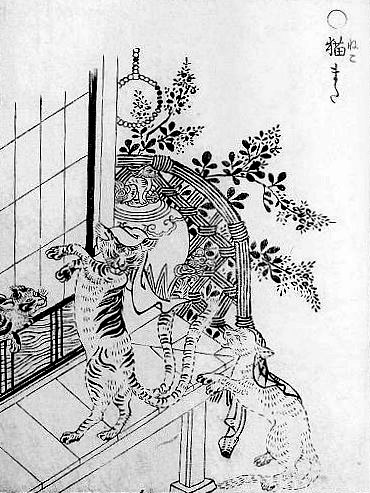
Nekomata es un gato al que le creció otra cola y se convirtió en una criatura peligrosa y supernatural.
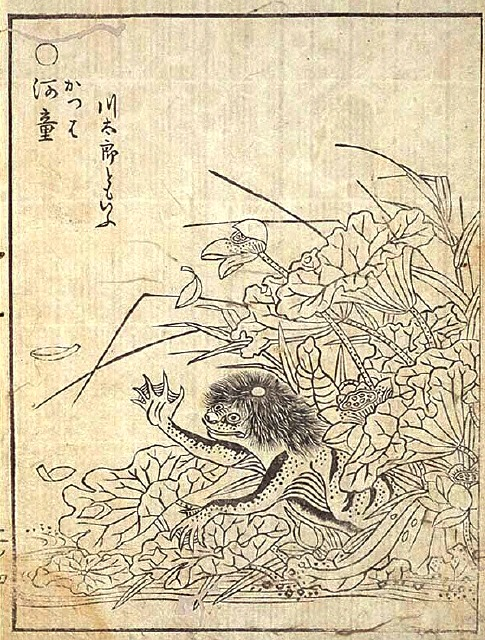
Kappa es una criatura acuática famosa. También es llamado kawatarō.
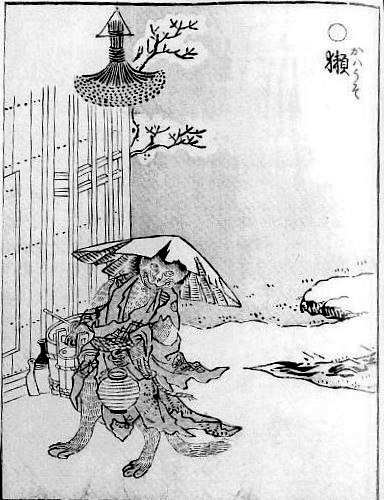
Kawauso es un ser de los ríos y en la imagen parece como si fuera un humano.
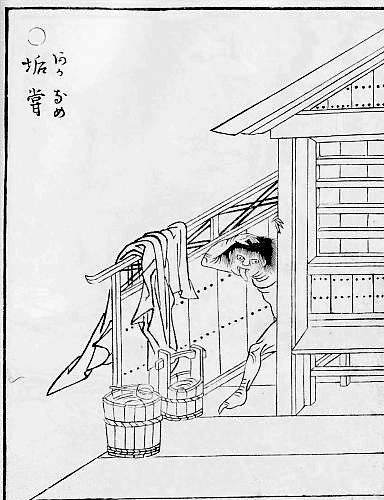
Akaname es una criatura que Sekien ilustrastraba espiando en un antiguo cuarto de baño.Su nombre significa succionador de porquería, por lo tanto la función de su lengua no es difícil de imaginar.
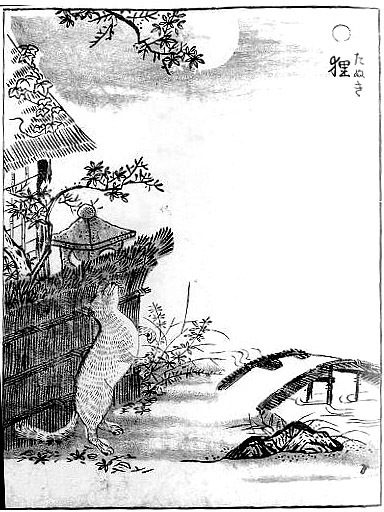
Tanuki es un mapache que aparece frecuentemente en el folclore japonés.
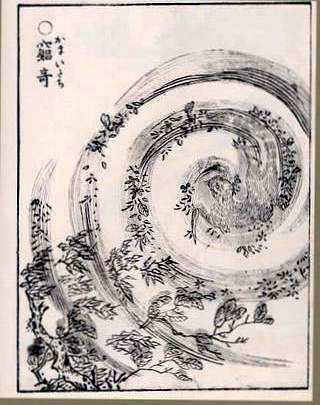
Kamaitachi es un espíritu del viento y Sekien fue el primero en imaginarlo.
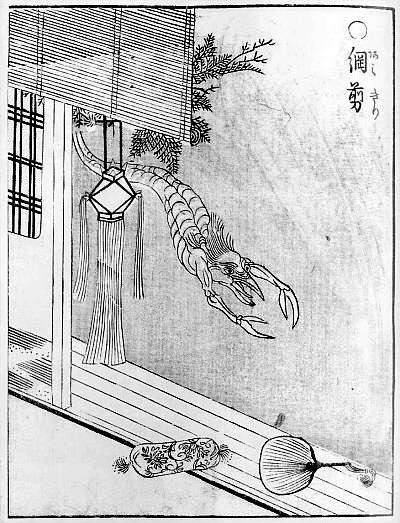
Amikiri es ilustrado por Sekien como una criatura pequeña con forma de serpiente con cabeza de pájaro y garras de langosta.Su nombre significa cortador neto.
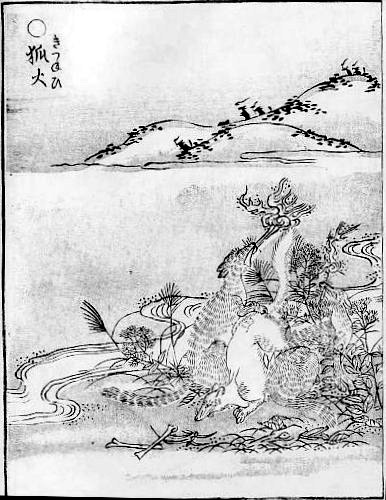
Kitsunebi es un fuego fantasmal creado por zorros.

## Segundo Volumen

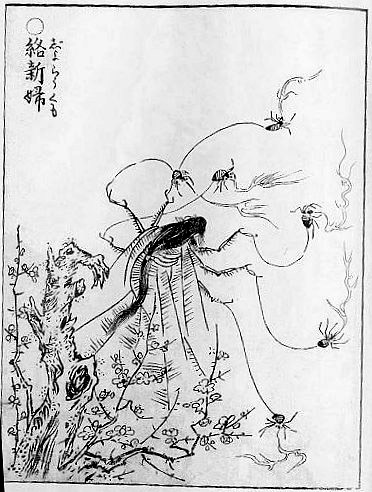
Jorōgumo significa la araña prostituta.
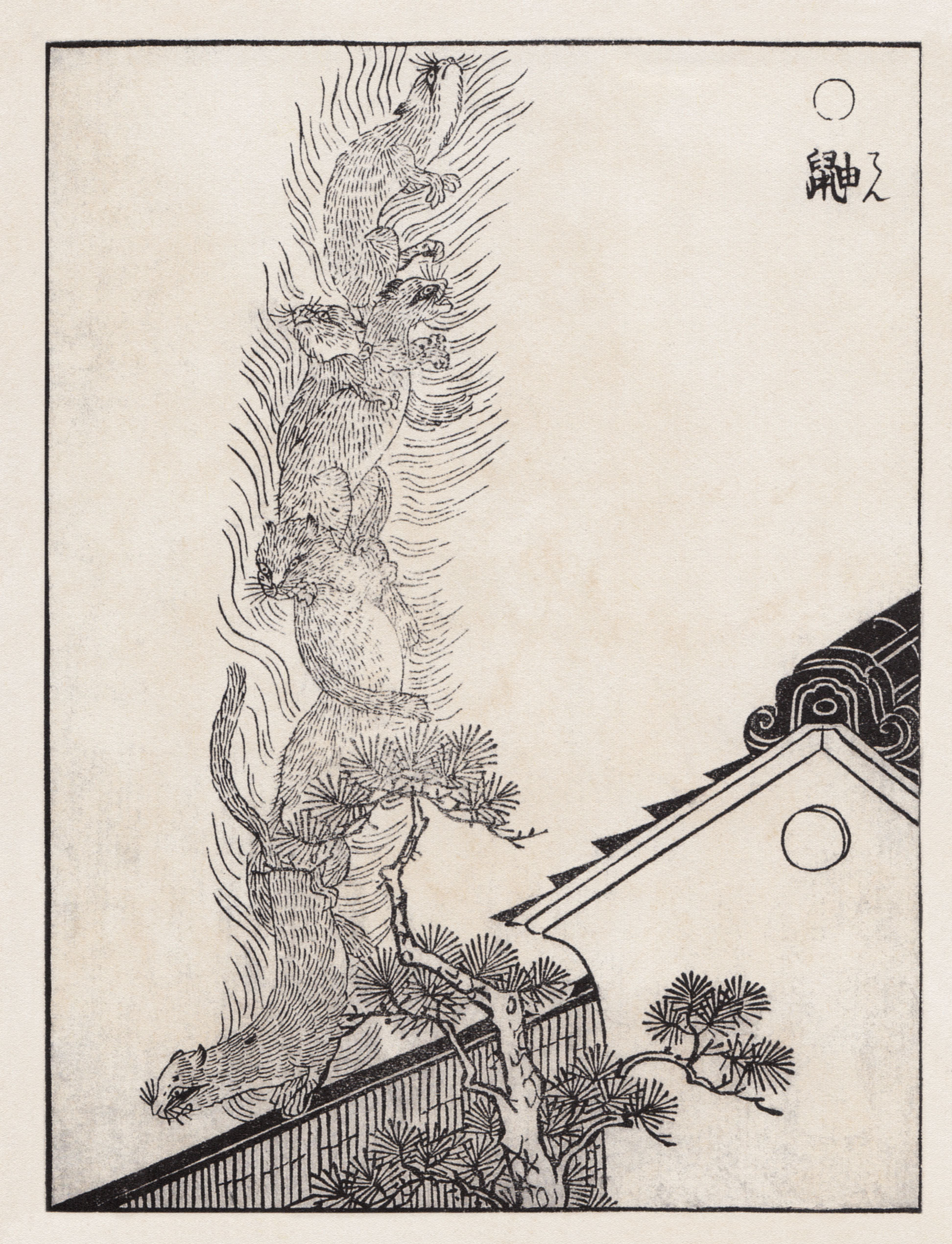
Ten , martas que forman una columna que emite una misteriosa llama.
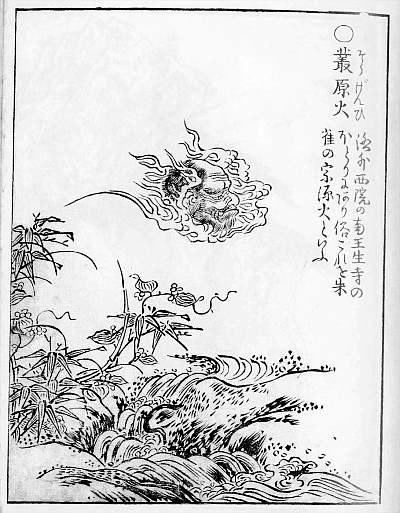
Sōgenbi Comentarios de Sekien: Se lo puede hallar en el oeste de Saiin fuera de la capital, cerca del templo Mibudera. Está basado en una leyenda real de Kioto sobre un fantasma que robaba aceite de las lámparas.
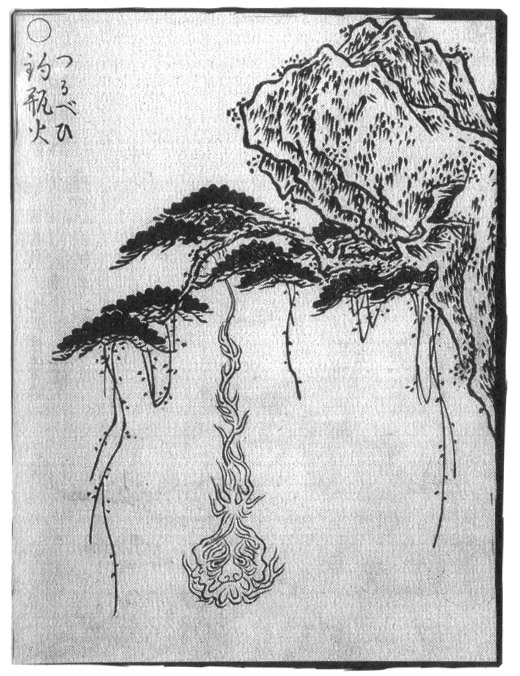
Tsurubebi es una bola de fuego lanzada fuera de un árbol.Tal vez se la relaciona con tsurube-otoshi.
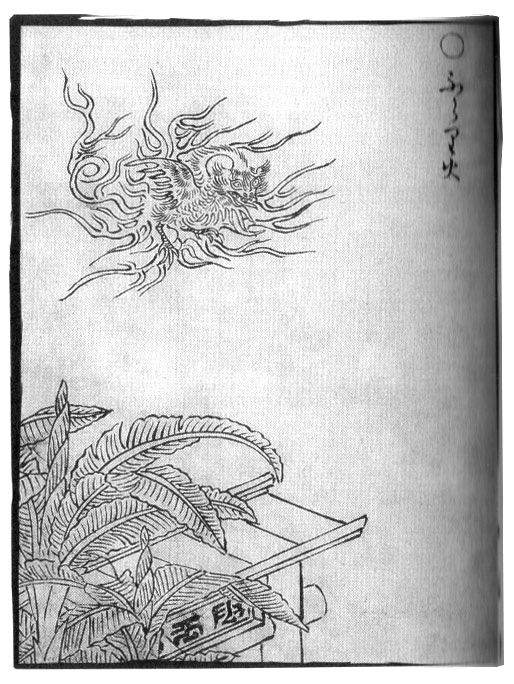
Furaribi significa llama sin objetivo.
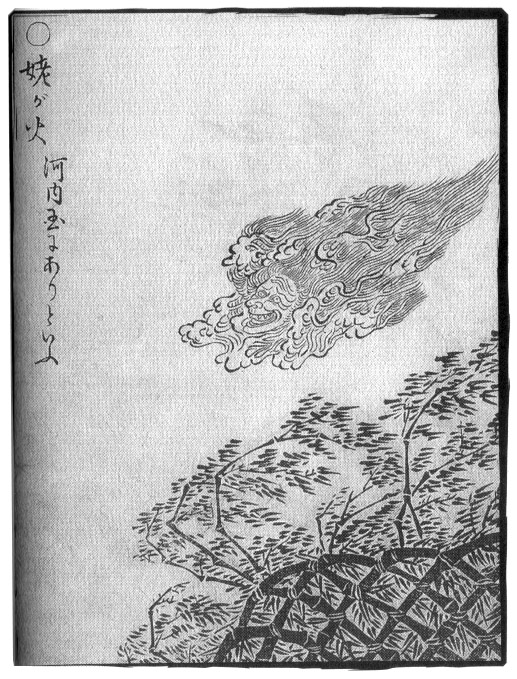
Ubagabi . Comentarios de Sekien: se dice que aparece en la provincia de Kawachi .La imagen comparte su nombre con una leyenda real de Kioto
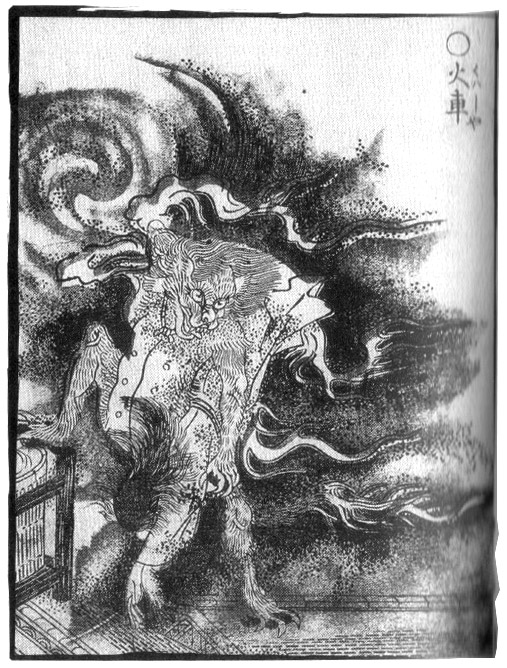
Kasha es un monstruo con forma de gato que roba cadáveres durante los funerales.
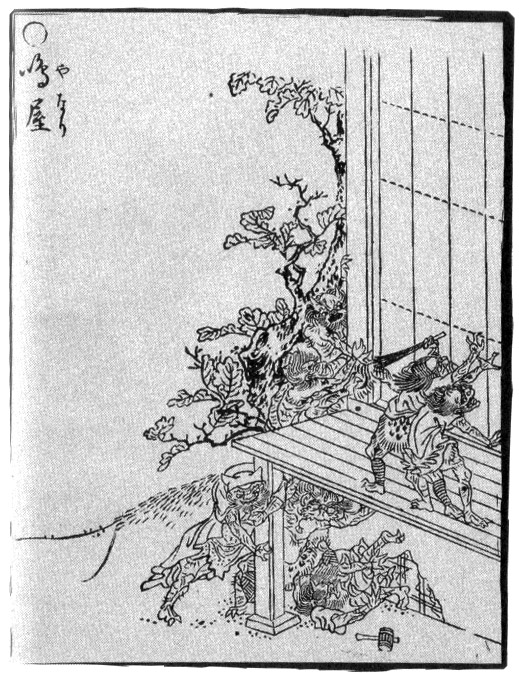
Yanari significan confusos sonidos que se oyen en una antigua casa, que probablemente generados por los demonios mismos.
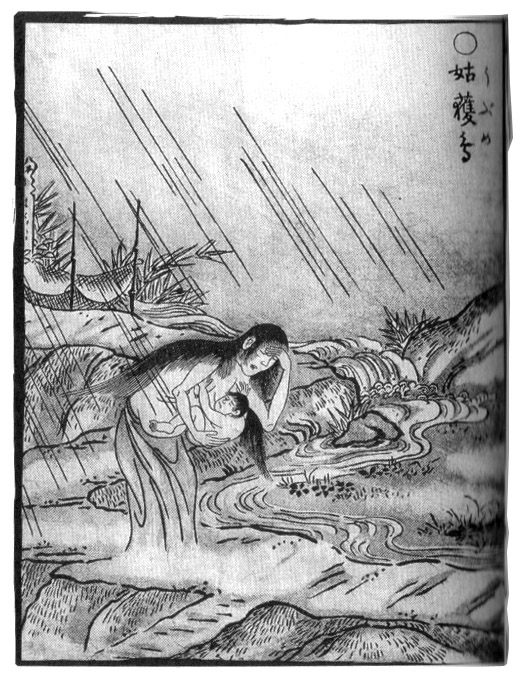
Ubume es el fantasma de una mujer embarazada que aparece sosteniendo su hijo en las cercanías de cuerpos de agua.
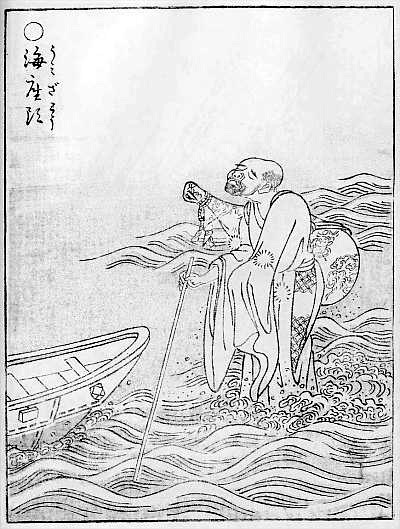
Umizatō es un hombre ciego que camina en la superficie de las aguas.
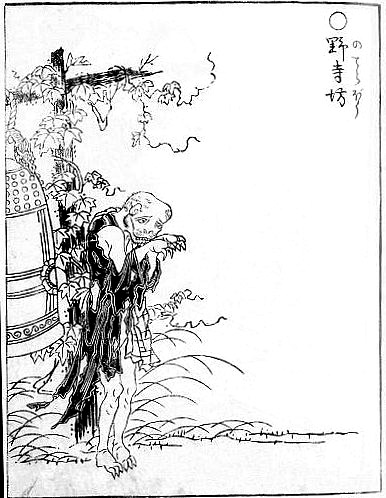
Noderabō es una extraña criatura que se para en las cercanías de la campana de un templo.
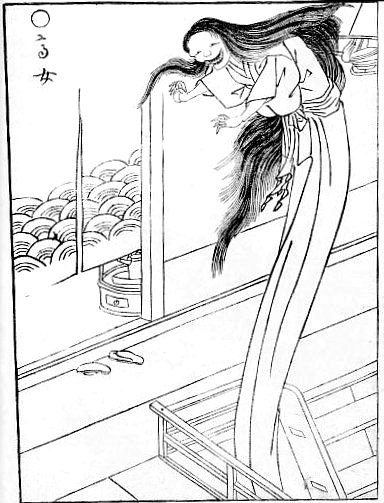
Takaonna, mujer alta es un monstruo femenino que se estira que aparece en casas.
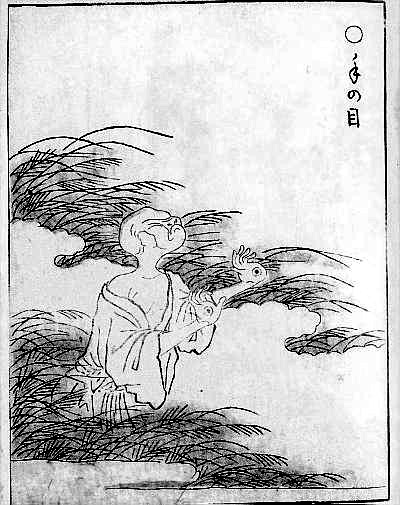
Tenome es una criatura con los ojos en las manos.
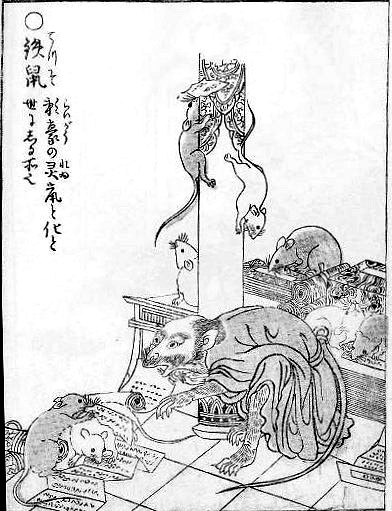
Tesso. Comentarios de Sekien: Raigō se convierte en un espíritu rata y va dentro del mundo.Raigō Anjari fue un cura Mii-dera, quien era consejero del emperador Enryaku-ji, y según la leyenda se convirtieron en un enjambre de ratas que echaron desperdicios en el templo rival.
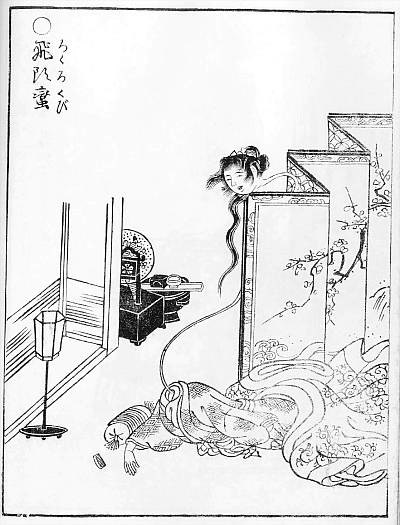
Rokurokubi es una mujer que sufre de una enfermedad sobrenatural, la cual su cabeza se aleja de su cuerpo a la noche, mientras su cuello se extiende indefinidamente.
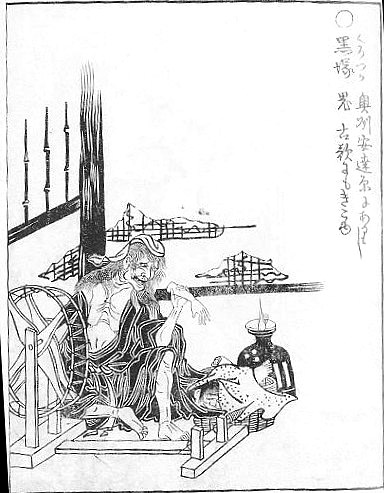
Kurozuka es una bruja de Adachigahara .
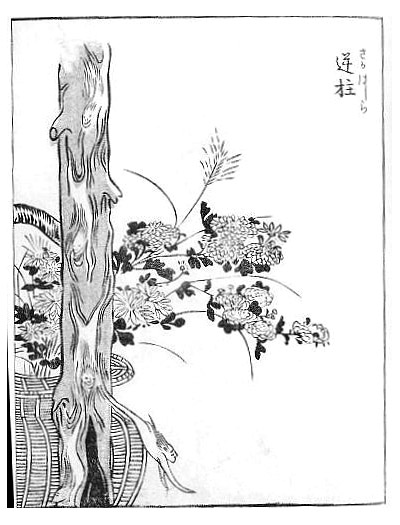
Sakabashira es un pilar instalado hacia abajo que causa el encantamiento de una casa.
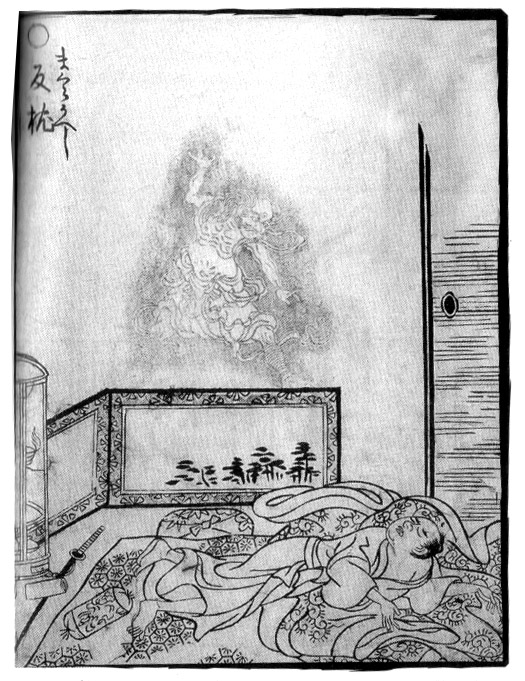
Makuragaeshi es un espíritu que mientras las personas duermen, quita del lugar la almohada debajo de las cabezas y las cambia de lugar, poniéndolas a los pies.
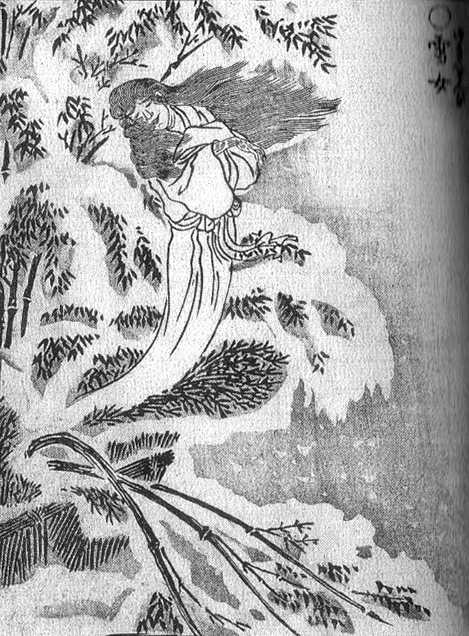
Yukionna es el espíritu de una mujer que aparece en lugares nevados y a veces produce la muerte de la personas por congelamiento.
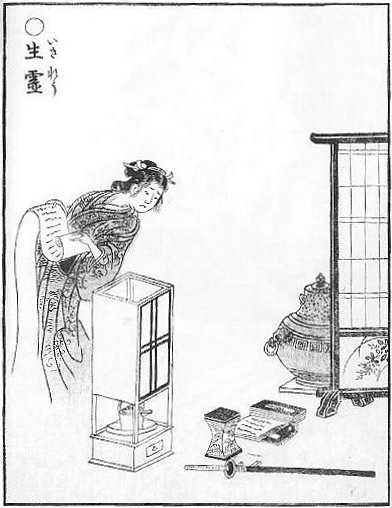
Ikiryō es un fantasma viviente que aparece fuera de su cuerpo mientras su dueño aún está vivo.Con frecuencia pertenece a una mujer motivada por los celos.
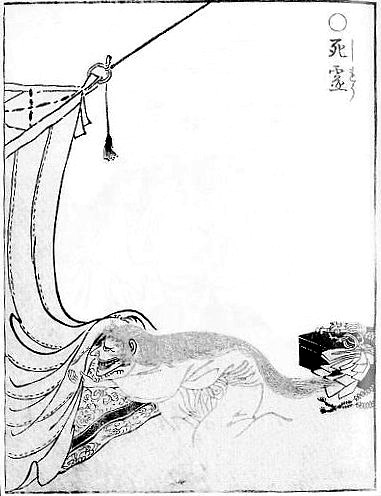
Shiryōes el espíritu de un muerto.
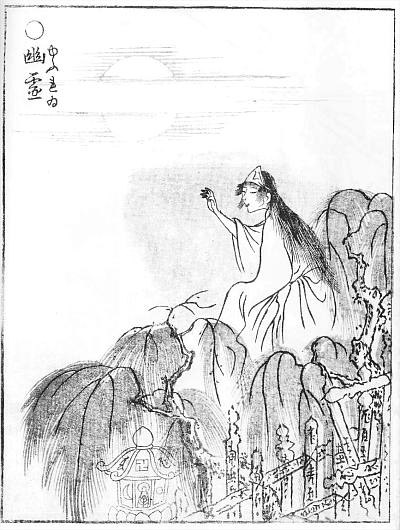
Yūrei es un fantasma.

## Tercer Volumen

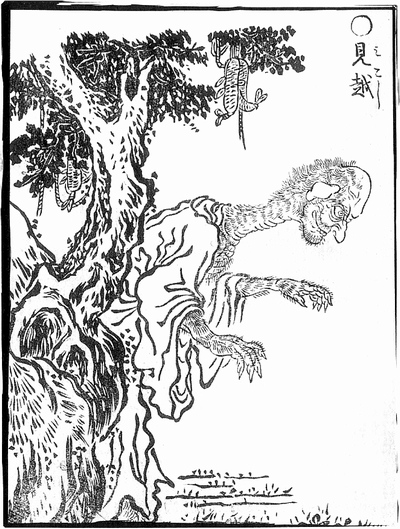
Mikoshi es una criatura de cuello largo a la que este le crece tan rápido como puedas ver.
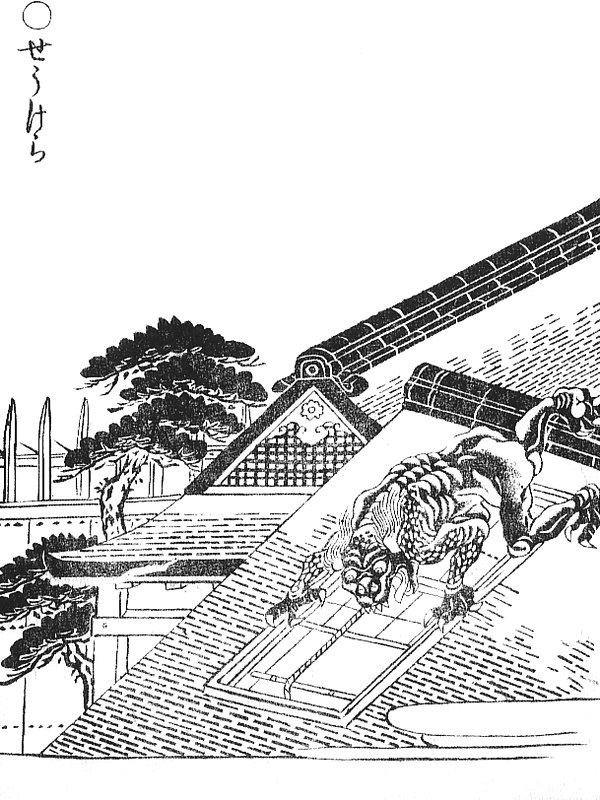
Shoukera es una criatura que escala en los techos de las casas antiguas.
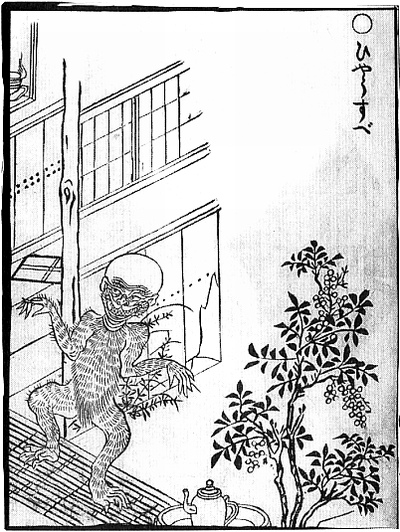
Hyousube es una criatura en forma de mono y tiene parentesco con Kappa.
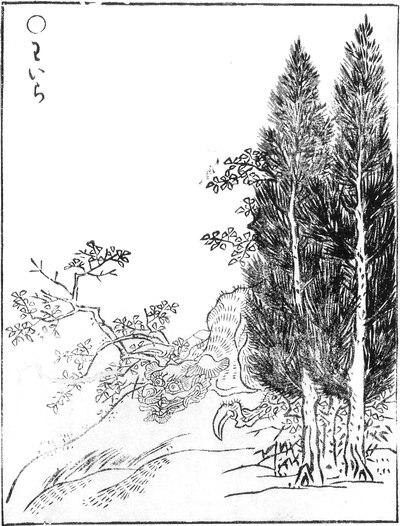
Waira es un monstruo de grandes dimensiones que vive dentro de las montañas.
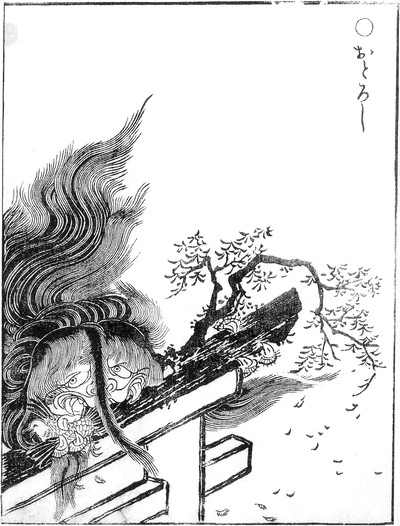
Otoroshi es una criatura peluda que suele sentarse sobre la entrada de un torii, se piensa que es el guardián de la capilla.
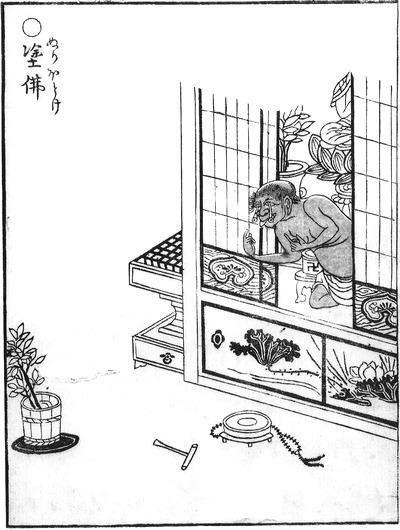
Nuribotoke
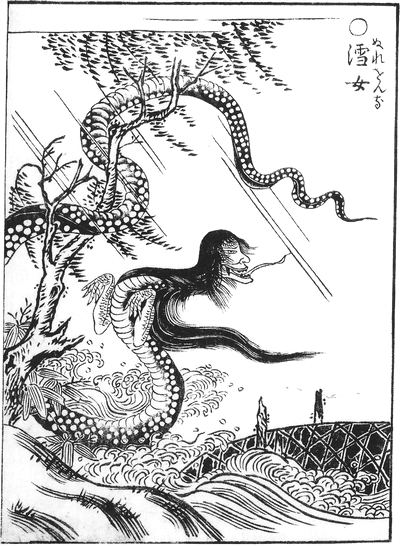
Nureonna es una mujer en forma de serpiente que se la suele ver en las playas.
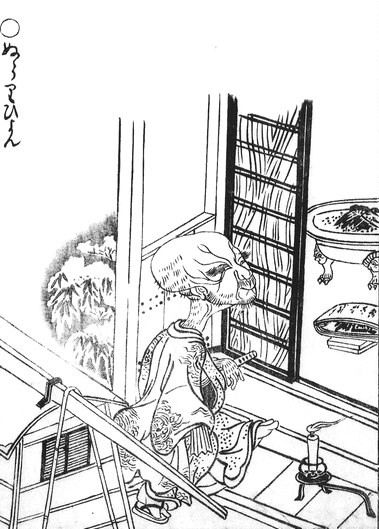
Nurarihyon
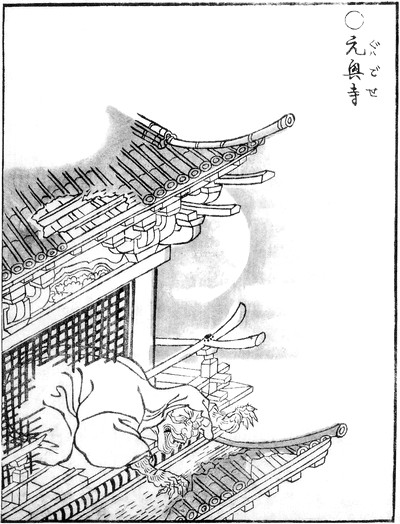
Gagoze
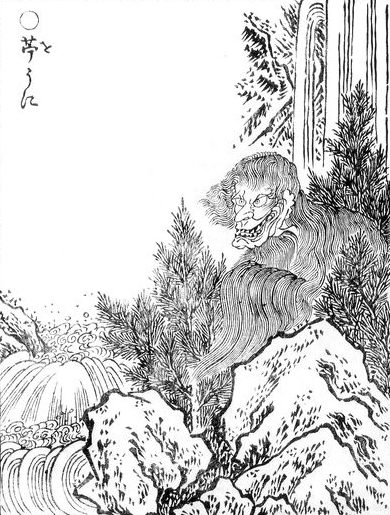
Ouni Ōni no debe ser confundido con oni .
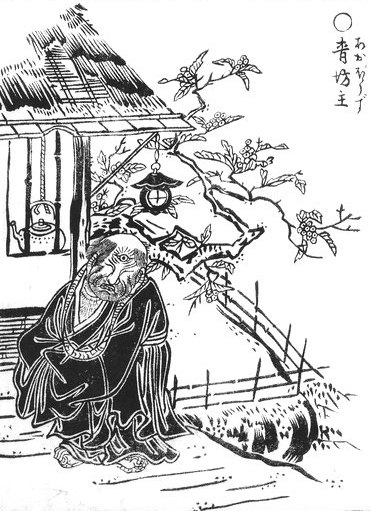
Aobōzu
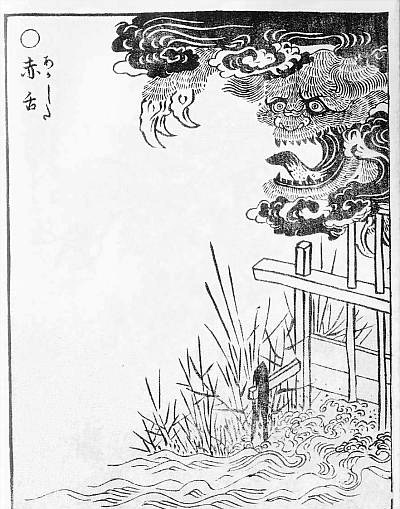
Akashita es una criatura de rostro peludo con garras y aparece envuelta en una nube.
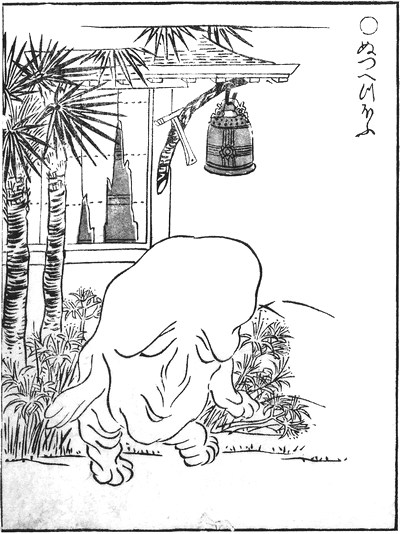
Nuppeppō
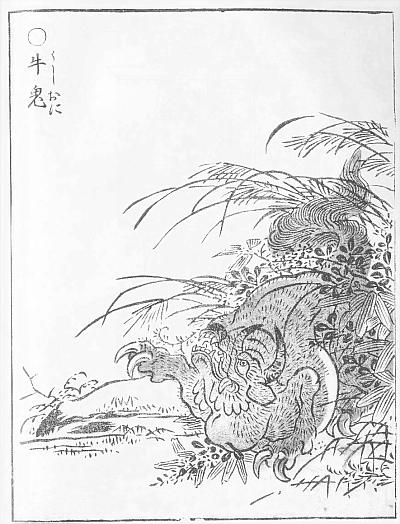
Ushi-oni son monstruos con cabezas de bovino.
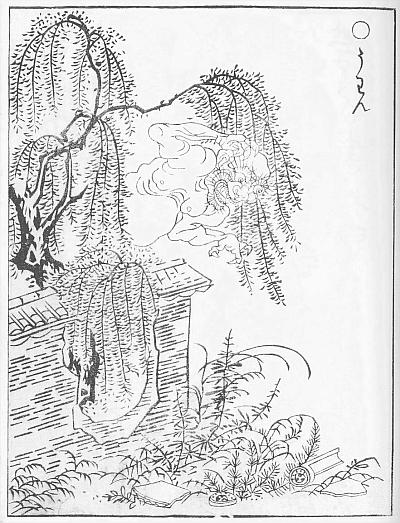
Uwan